# Arctornis calcariphallus
Arctornis calcariphallus är en fjärilsart som beskrevs av Holloway 1999. Arctornis calcariphallus ingår i släktet Arctornis och familjen tofsspinnare. Inga underarter finns listade i Catalogue of Life.